# ویلیام وان آلن
 ویلیام وان آلن (انگلیسی: William Van Alen؛ ۱۰ اوت ۱۸۸۳ – ۲۴ مهٔ ۱۹۵۴) یک معمار اهل ایالات متحده آمریکا بود.